# Red Bull–Bora–Hansgrohe
Red Bull–Bora–Hansgrohe (UCI kód: RBH) je profesionální cyklistická stáj, která sídlí v německém městě Raubling. Byla založena v roce 2010 pod názvem Team NetApp, v roce 2015 se stala hlavním sponzorem firma BORA vyrábějící kuchyňská zařízení, v roce 2016 do stáje vstoupil výrobce sanitární techniky Hansgrohe. Stáj používá kola americké firmy Specialized Bicycle Components. Pro sezónu 2017 získala licenci nejvyšší kategorie UCI WorldTeam. Generálním manažerem je Ralph Denk. Od roku 2024 je generálním sponzorem týmu rakouský výrobce energetických nápojů Red Bull.

## Soupiska týmu
K 1. lednu 2024
- Roger Adrià (ESP) (* 18. dubna 1998)
- Giovanni Aleotti (ITA) (* 25. května 1999)
- Cesare Benedetti (POL) (* 3. srpna 1987)
- Emanuel Buchmann (GER) (* 18. listopadu 1992)
- Nico Denz (GER) (* 15. února 1994)
- Patrick Gamper (AUT) (* 18. února 1997)
- Alexander Hajek (AUT) (* 19. července 2003)
- Marco Haller (AUT) (* 1. dubna 1991)
- Emil Herzog (GER) (* 6. října 2004)
- Sergio Higuita (COL) (* 1. srpna 1997)
- Jai Hindley (AUS) (* 5. května 1996)
- Bob Jungels (LUX) (* 22. září 1992)
- Lennard Kämna (GER) (* 9. září 1996)
- Jonas Koch (GER) (* 25. června 1993)
- Florian Lipowitz (GER) (* 21. září 2000)
- Luis-Joe Lührs (GER) (* 20. ledna 2003)
- Filip Maciejuk (POL) (* 3. září 1999)
- Daniel Felipe Martínez (COL) (* 25. dubna 1996)
- Jordi Meeus (BEL) (* 1. července 1998)
- Ryan Mullen (IRL) (* 7. srpna 1994)
- Anton Palzer (GER) (* 11. března 1993)
- Primož Roglič (SLO) (* 29. října 1989)
- Maximilian Schachmann (GER) (* 9. ledna 1994)
- Matteo Sobrero (ITA) (* 14. května 1997)
- Danny van Poppel (NED) (* 26. července 1993)
- Alexandr Vlasov (RUS) (* 23. dubna 1996)
- Frederik Wandahl (DEN) (* 9. května 2001)
- Sam Welsford (AUS) (* 19. ledna 1996)
- Ben Zwiehoff (GER) (* 22. února 1994)

## Vítězství na Grand Tours
| Vítězové Grand Tours        |                              |                               |
| Celkový vítěz Giro d'Italia | Celkový vítěz Tour de France | Celkový vítěz Vuelta a España |
| 2025                        | 2025                         | 2025 Primož Roglič (SLO)      |